# 럭키몬스터 엔터테인먼트
럭키몬스터 엔터테인먼트는 대한민국의 연예기획사로, 서울 강남구 논현동에 있다.

## 소속 연예인
- 서지영
- 우정원
- 김동원
- 홍서희
- 정지안
- 신기환
- 이찬희
- 조연우
- 전영인